# کوئینسی (ایندیانا)
کوئینسی (به انگلیسی: Quincy) یک منطقهٔ مسکونی در ایالات متحده آمریکا است که در شهرستان اوون، ایندیانا واقع شده‌است. کوئینسی ۲۲۴٫۹۵ متر بالاتر از سطح دریا واقع شده‌است.